# دورة ألعاب الكومنولث الاسكواش 2018
دورة ألعاب الكومنولث الاسكواش 2018 هي مسابقة اسكواش عقدت عام 2018 في الفترة من 5 أبريل إلى 15 أبريل 2018 في غولد كوست بأستراليا.
وتجري خلال الدورة 5 منافسات، اثنتان للرجال والنساء وواحدة مختلطة.